# Campeonato Paulista de Voleibol Masculino de 2019
O Campeonato Paulista de Voleibol Masculino de 2019 foi a 47ª edição desta competição organizada pela Federação Paulista de Volleyball. Iniciado em 28 de agosto até 31 de Outubro.

## Participantes
| Equipe                | Cidade           | Em 2018 | Títulos |
| --------------------- | ---------------- | ------- | ------- |
| Climed/Atibaia        | Atibaia          | 9º      | -       |
| EMS Taubaté/Funvic    | Taubaté          | 1º      | 5       |
| São José dos Campos   | S. J. dos Campos | 7º      | -       |
| Sesi São Paulo        | São Paulo        | 2º      | 4       |
| Volei Renata          | Campinas         | 3º      | -       |
| Vôlei Ribeirão        | Ribeirão Preto   | 5º      | -       |
| Vôlei UM Itapetininga | Itapetininga     | 6º      | -       |
| São Judas Voleibol    | São Bernardo     | -       | -       |

## Forma de disputa
Na primeira fase as oito equipes jogaram entre si em turno único. As oito melhores equipes avançaram para as quartas de finais, as quatro equipes vencedores desta fase avançaram à semifinais, já as duas equipes vencedoras desta fase passaram para a final do campeonato.Da fase das quartas de finais a fase final terá a disputa do set de ouro em caso de empate
A classificação foi gerida da seguinte forma:
1. Maior número de partidas ganhas.
2. Maior número de pontos obtidos, que são concedidos da seguinte forma:
  - Partida com resultado final 3-0: 5 pontos para o vencedor e 0 pontos para o perdedor.
  - Partida com resultado final 3-1: 4 pontos para o vencedor e 1 pontos para o perdedor.
  - Partida com resultado final 3-2: 3 pontos para o vencedor e 2 pontos para o perdedor.
3. Proporção entre pontos ganhos e pontos perdidos (razão de pontos).
4. Proporção entre os sets ganhos e os sets perdidos (relação Sets).
5. Se o empate persistir entre duas equipes, a prioridade é dada à equipe que venceu a última partida entre as equipes envolvidas.
6. Se o empate persistir entre três equipes ou mais, uma nova classificação será feita levando-se em conta apenas as partidas entre as equipes envolvidas.

## Primeira fase
Classificação da primeira fase.
Grupo A
|     |                     |     | Jogos | Jogos | Jogos | Resultados | Resultados | Resultados | Resultados | Resultados | Resultados | Sets | Sets | Sets  | Pontos | Pontos | Pontos |
| Pos | Equipe              | Pts | T     | V     | D     | 3–0        | 3–1        | 3–2        | 2–3        | 1–3        | 0–3        | V    | P    | R     | V      | P      | R      |
| --- | ------------------- | --- | ----- | ----- | ----- | ---------- | ---------- | ---------- | ---------- | ---------- | ---------- | ---- | ---- | ----- | ------ | ------ | ------ |
| 1   | Vôlei Renata        | 19  | 7     | 7     | 0     | 4          | 1          | 2          | 0          | 0          | 0          | 21   | 5    | 4.200 | 624    | 538    | 1.160  |
| 2   | SESI                | 17  | 7     | 6     | 1     | 3          | 1          | 2          | 1          | 0          | 0          | 20   | 8    | 2.500 | 657    | 580    | 1.133  |
| 3   | Funvic/Taubaté      | 15  | 7     | 5     | 2     | 2          | 2          | 1          | 1          | 0          | 1          | 17   | 10   | 1.700 | 0      | 0      | MAX    |
| 4   | Vôlei Itapetininga  | 11  | 7     | 3     | 4     | 2          | 1          | 0          | 2          | 1          | 1          | 14   | 13   | 1.077 | 0      | 0      | MAX    |
| 5   | Climed/Atibaia      | 8   | 7     | 3     | 4     | 1          | 1          | 1          | 0          | 2          | 2          | 11   | 15   | 0.733 | 0      | 0      | MAX    |
| 6   | Vôlei Ribeirão      | 8   | 7     | 3     | 4     | 2          | 0          | 1          | 0          | 1          | 3          | 10   | 14   | 0.714 | 0      | 0      | MAX    |
| 7   | São José dos Campos | 6   | 7     | 1     | 6     | 0          | 1          | 0          | 3          | 1          | 2          | 10   | 19   | 0.526 | 0      | 0      | MAX    |
| 8   | São Judas Voleibol  | 0   | 7     | 0     | 7     | 0          | 0          | 0          | 0          | 2          | 5          | 2    | 21   | 0.095 | 0      | 0      | MAX    |

## Fase final
A segunda fase é jogada pelas oito equipes classificadas, sendo disputado em uma série de 2 jogos.
|  | Quartas de final      | Quartas de final      |              |   | Semifinais | Semifinais |  |  | Final | Final |
|  |                       |                       |              |   |            |            |  |  |       |       |
|  |                       |                       |              |   |            |            |  |  |       |       |
|  |                       |                       |              |   |            |            |  |  |       |       |
|  | Vôlei Renata          | 2                     |              |   |            |            |  |  |       |       |
|  | Vôlei Renata          | 2                     |              |   |            |            |  |  |       |       |
|  | São Judas Voleibol    | 0                     |              |   |            |            |  |  |       |       |
|  | São Judas Voleibol    | 0                     | Vôlei Renata | 2 |            |            |  |  |       |       |
|  |                       |                       | Vôlei Renata | 2 |            |            |  |  |       |       |
|  |                       | Vôlei UM Itapetininga | 1            |   |            |            |  |  |       |       |
|  | Vôlei UM Itapetininga | Vôlei UM Itapetininga | 1            | 2 |            |            |  |  |       |       |
|  | Vôlei UM Itapetininga |                       |              | 2 |            |            |  |  |       |       |
|  | Climed/Atibaia        | 1                     |              |   |            |            |  |  |       |       |
|  | Climed/Atibaia        | 1                     | Vôlei Renata | 1 |            |            |  |  |       |       |
|  |                       |                       | Vôlei Renata | 1 |            |            |  |  |       |       |
|  |                       | Funvic/Taubaté        | 2            |   |            |            |  |  |       |       |
|  | SESI                  | Funvic/Taubaté        | 2            | 2 |            |            |  |  |       |       |
|  | SESI                  |                       |              | 2 |            |            |  |  |       |       |
|  | São José dos Campos   | 0                     |              |   |            |            |  |  |       |       |
|  | São José dos Campos   | 0                     | SESI         | 1 |            |            |  |  |       |       |
|  |                       |                       | SESI         | 1 |            |            |  |  |       |       |
|  |                       | Funvic/Taubaté        | 2            |   |            |            |  |  |       |       |
|  | Funvic/Taubaté        | Funvic/Taubaté        | 2            | 2 |            |            |  |  |       |       |
|  | Funvic/Taubaté        |                       |              | 2 |            |            |  |  |       |       |
|  | Vôlei Ribeirão        | 0                     |              |   |            |            |  |  |       |       |
|  | Vôlei Ribeirão        | 0                     |              |   |            |            |  |  |       |       |

### Quartas de final
Grupo B
| Data   | Hora  |                    | Placar |                    | Set 1 | Set 2 | Set 3 | Set 4 | Set 5 | Total | Relatório |
| ------ | ----- | ------------------ | ------ | ------------------ | ----- | ----- | ----- | ----- | ----- | ----- | --------- |
| 9 out  | 21:00 | São Judas Voleibol | 0–3    | ' Vôlei Renata'    | 22–25 | 14–25 | 15–25 |       |       | 51–75 | 51–75     |
| 12 out | 21:00 | 'Vôlei Renata '    | 3–0    | São Judas Voleibol | 25–15 | 25–22 | 25–16 |       |       | 75–53 | 75–53     |

Grupo C
| Data   | Hora  |                     | Placar |                     | Set 1 | Set 2 | Set 3 | Set 4 | Set 5 | Total | Relatório |
| ------ | ----- | ------------------- | ------ | ------------------- | ----- | ----- | ----- | ----- | ----- | ----- | --------- |
| 8 out  | 19:00 | São José dos Campos | 1–3    | ' SESI'             | 22–25 | 25–23 | 23–25 | 19-25 |       | 89–73 | 89–98     |
| 11 out | 21:30 | 'SESI '             | 3–0    | São José dos Campos | 24–26 | 25–18 | 25–15 | 25-20 |       | 99–59 | 99–79     |

Grupo D
| Data   | Hora  |                   | Placar |                   | Set 1 | Set 2 | Set 3 | Set 4 | Set 5 | Total | Relatório |
| ------ | ----- | ----------------- | ------ | ----------------- | ----- | ----- | ----- | ----- | ----- | ----- | --------- |
| 8 out  | 20:00 | Vôlei Ribeirão    | 0–3    | ' Funvic/Taubaté' | 20–25 | 24–26 | 22–25 |       |       | 66–76 | 66–76     |
| 11 out | 20:00 | 'Funvic/Taubaté ' | 3–0    | Vôlei Ribeirão    | 25–21 | 25–21 | 25–23 |       |       | 75–65 | 75–65     |

Grupo E
| Data   | Hora  |                          | Placar |                       | Set 1 | Set 2 | Set 3 | Set 4 | Set 5 | Total  | Relatório |
| ------ | ----- | ------------------------ | ------ | --------------------- | ----- | ----- | ----- | ----- | ----- | ------ | --------- |
| 9 out  | 19:00 | Climed/Atibaia           | 3-2    | Vôlei UM Itapetininga | 25–23 | 20–25 | 25–22 | 24-26 | 15-12 | 109–70 | 109–108   |
| 12 out | 18:00 | 'Vôlei UM Itapetininga ' | 3–1    | Vôlei Ribeirão        | 23–25 | 25–19 | 25–21 | 25-17 |       | 98–65  | 98–82     |

No golden set vitória do Vôlei UM Itapetininga, 25–19.

### Semifinais
Grupo F
| Data   | Hora  |                       | Placar |                    | Set 1 | Set 2 | Set 3 | Set 4 | Set 5 | Total  | Relatório |
| ------ | ----- | --------------------- | ------ | ------------------ | ----- | ----- | ----- | ----- | ----- | ------ | --------- |
| 18 out | 21:30 | 'Vôlei Itapetininga ' | 3–2    | Vôlei Renata       | 22–25 | 27–25 | 25–20 | 24-26 | 15-10 | 113–70 | 113–106   |
| 21 out | 21:30 | 'Vôlei Renata '       | 3–1    | Vôlei Itapetininga | 25–18 | 22–25 | 25–18 | 25–14 |       | 97–75  | 97–75     |

No golden set vitória do Vôlei Renata, 25–19.
Grupo G
| Data   | Hora  |                | Placar |                   | Set 1 | Set 2 | Set 3 | Set 4 | Set 5 | Total   | Relatório |
| ------ | ----- | -------------- | ------ | ----------------- | ----- | ----- | ----- | ----- | ----- | ------- | --------- |
| 19 out | 21:30 | Funvic/Taubaté | 2–3    | ' SESI'           | 23–25 | 25–22 | 24–26 | 25–22 | 12–15 | 109–110 | 109–110   |
| 22 out | 21:30 | SESI           | 2–3    | ' Funvic/Taubaté' | 25–23 | 25–19 | 20–25 | 20–25 | 11-15 | 101–92  | 101–107   |

No golden set vitória do Funvic/Taubaté, 25–17.

### Final
| Data   | Hora  |                | Placar |                | Set 1 | Set 2 | Set 3 | Set 4 | Set 5 | Total   | Relatório |
| ------ | ----- | -------------- | ------ | -------------- | ----- | ----- | ----- | ----- | ----- | ------- | --------- |
| 25 out | 21:30 | Funvic/Taubaté | 2–3    | Vôlei Renata   | 23–25 | 28–26 | 22–25 | 25–15 | 13–15 | 111–106 | Relatório |
| 31 out | 21:30 | Vôlei Renata   | 2–3    | Funvic/Taubaté | 25–23 | 22–25 | 17–25 | 25–21 | 12-15 | 101–94  | Relatório |

No golden set vitória do Funvic/Taubaté, 25–22.

## Premiação
| Campeonato Paulista de Voleibol Masculino de 2019 |
| ------------------------------------------------- |
| Taubaté Campeão (6.º título)                      |